# 下気道
下気道（かきどう、英語: Lower respiratory tract）とは、気道のうち声帯よりも下側（肺側）の部分で、気管から気管支、細気管支を経て、終末の肺胞までのこと。咳やくしゃみなどの反射や、気道に存在する呼吸上皮からの粘液の分泌、その繊毛運動により異物を体外に運ぶ、いわゆる自浄作用を担う。また、肺胞での肺胞マクロファージによる免疫機構などにより、呼吸器感染の成立を防いでいる。声帯よりも上側（口側）の気道は上気道と呼ばれる。

## 肉眼解剖

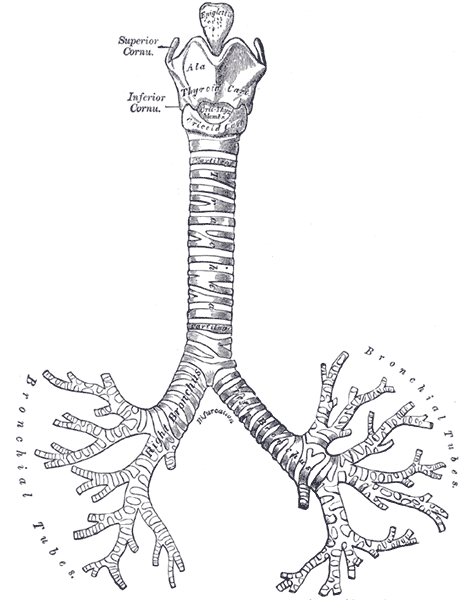
グレイ解剖学に示された下気道の肉眼解剖像。

鼻腔・口腔からガス交換の場である肺胞を結ぶ空気の流通路を気道と呼ぶ。このうち、第4〜6頚椎の高さにおいて喉頭で食道から前方に枝分れしたのちの部分を下気道と称する。これに対し、喉頭よりも上方の部分を上気道と称する。また、下気道はさらに気管と気管支、細気管支、呼吸細気管支に細分化される。枝分かれは一定の法則に従って自己組織化するため、フラクタル構造になっている。

### 気管
気管（trachea）とは、喉頭（C4〜6）から気管分岐部（Th4〜5）までの部分。気管の長さは約10cm、内径は2〜2.5cmである。気管分岐部はおおむね胸骨角平面（ルイ角平面）の高さにある。
気管は基本的に連続して空気が出入りし続ける管であるため、食物を摂取するときだけ物体が通過する食道と異なり、常に潰れないように内腔が確保されていなければならない。そのため、気管の外側は気管軟骨輪（Tracheal rings）と呼ばれるC字形の硝子軟骨が連続して積み重なり、軟骨と軟骨の間を輪状靱帯（Annular ligaments of trachea）が結ぶ構造になっており、頸部の動きに伴う屈曲が容易な柔軟性を保ちながら、つぶれないような強度を確保している。
気管の開始部には喉頭と呼ばれる複雑な構造が発達しており、食物が誤って気管内に侵入するのを防いでいるほか、哺乳類では発声器官の声帯を生じている。
なお、救急医療に際しては、気道確保のため、気管挿管や気管切開を行なう場合がある。

### 気管支
気管支（Bronchus）とは、気管分岐部（Th4〜5; 第1分岐, Carina of trachea）において左右に分かれたのち、第5分岐において気管軟骨が途切れるまでの部分。肺動脈およびその枝と並走している。分岐するごとに、さらに下記のように細分化される。
1. 主気管支（第1分岐〜第2分岐）
気管は左心房の後部（第4胸椎〜第5胸椎）で左右の主気管支に分かれる[1]。右肺は3葉あるので、右気管支は気管から約25°の角度で枝分れし、内径は右側が15mm、左側が12mmである。左肺は心臓の分だけ上に寄っているので、左気管支は気管から約35〜45°の角度で枝分れする。すなわち、右の主気管支は左に比べて太く垂直に近いことから、誤嚥は右に多くなる。
2. 葉気管支（第2分岐〜第3分岐）
それぞれの大葉へ向けた分枝である。右においては、まず上葉支が分岐した後、中間気管支幹から中葉支と下葉支が相次いで分岐する。左においては上葉支と下葉支に分岐し、また上葉支は舌区支を分岐する。
3. 区域気管支（第3分岐〜第4分岐）
それぞれの肺区域へ向けた分枝である。支配する肺区域の番号に応じてB1〜10と呼ばれるが、左側にはS7が無いことから、左のB7も存在しないほか、左側ではB1とB2があわさってB1+2となる。なお、後方に分岐するのはB2, B6, B10のみである。
4. 亜区域気管支（第4分岐〜第5分岐）
それぞれの肺亜区域へ向けた分枝である。B1a、といったように表記される。

内径は、主気管支で約10mm、葉気管支・区域気管支で約7〜6mm、亜区域気管支で約6〜2mmである。

### 細気管支
細気管支 （Bronchiole）とは、第5分岐以降、第16分岐まで、気管支壁に肺胞が出現するまでの部分。おおむね、1つの細気管支が1つの小葉（2次肺小葉）を支配しており、さらに小気管支、細気管支、終末細気管支に細分化される。呼吸器学分野において気道と称されるのは、厳密にはこの部分までである。

### 呼吸細気管支
呼吸細気管支 （Respiratory bronchiole）とは、第17分岐から第19分岐まで、気管支壁に肺胞が出現している部分である。1つの呼吸細気管支が1つの細葉（1次肺小葉）を支配しており、呼吸細気管支は平均3回の分岐をして、肺胞管、肺胞嚢、肺胞に至る。

## 微細解剖

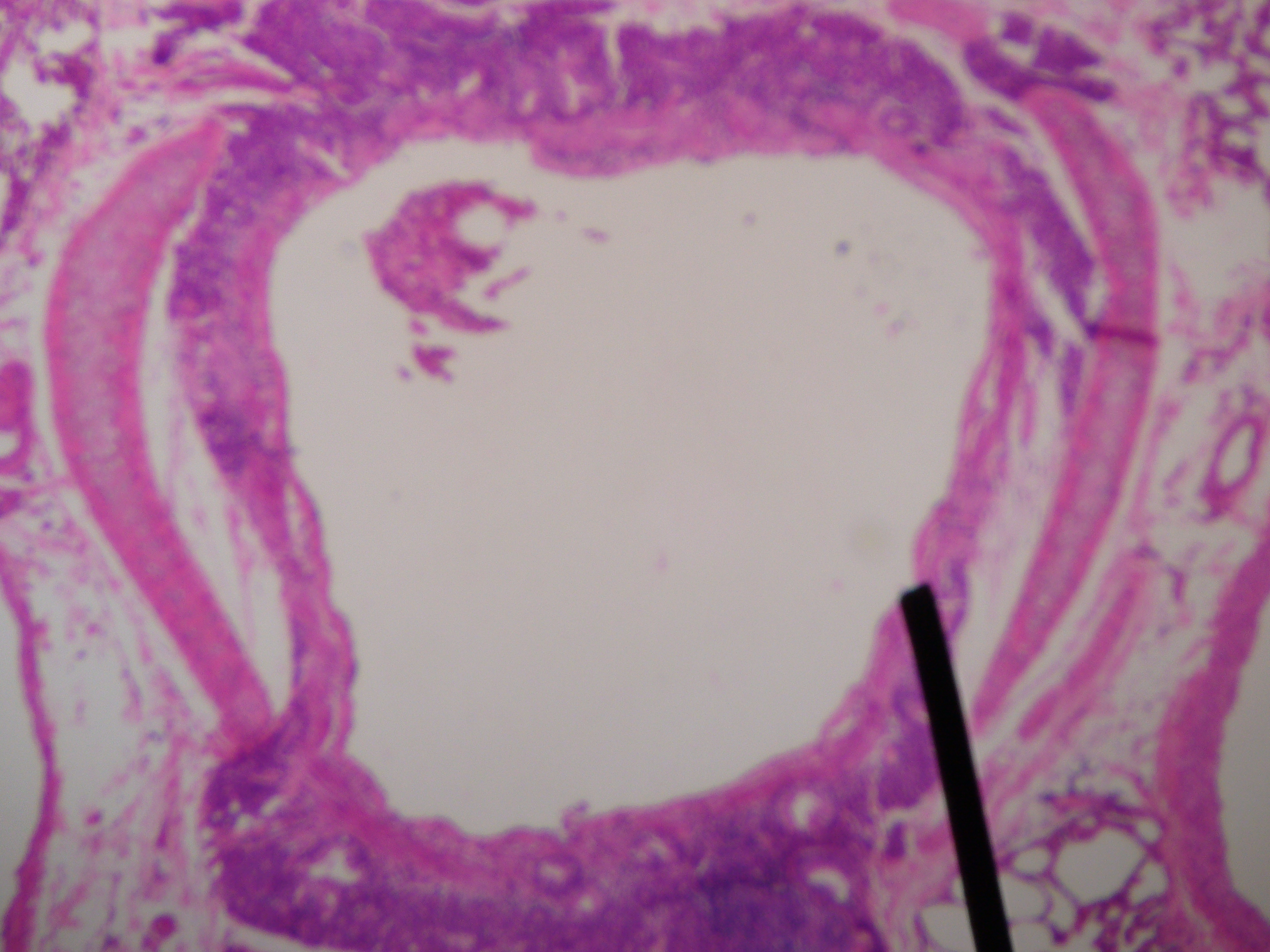
葉気管支の横断像。硝子軟骨はC字型ではなくなっているが、依然として両側で構造を維持している。

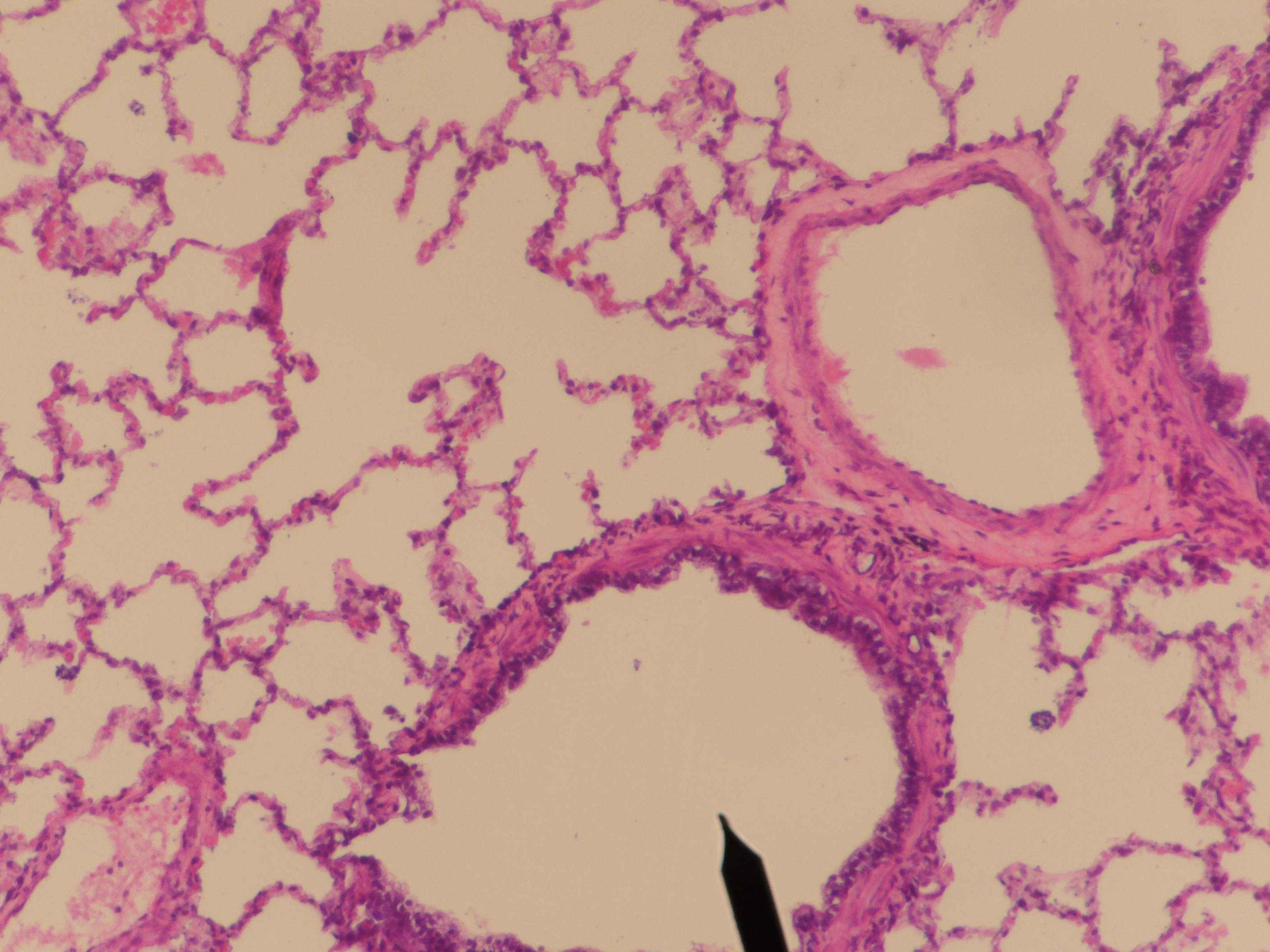
終末細気管支の横断像。硝子軟骨は消失し、上皮も立方上皮となっている。

下気道は、内腔より順に、呼吸粘膜上皮、基底板、粘膜固有層、軟骨、そして脂肪組織による外膜によって構成される。

### 呼吸粘膜上皮
肺と同様に咽頭の腹壁が陥入して盲管を成したものが起源であるため、呼吸粘膜上皮は、消化管と同様に内胚葉性のものである。
呼吸粘膜上皮は、気管・気管支・細気管支においては偽重層円柱線毛上皮と呼ばれる組織像を示すが、末梢に行くに従って、細胞の高さが低くなっていき、終末細気管支のレベルでは単純な線毛立方上皮となる。さらに呼吸細気管支においては線毛も消失し、扁平なI型肺胞上皮細胞に置き換わる。
偽重層円柱線毛上皮は、下記の4種の細胞が基底板上に配置されることで構成される。
1. 円柱線毛上皮細胞（Columnar ciliated cells）
細胞の頂部は管腔に達しており、この部分には線毛がある。線毛は、協調運動によって、粘液の連続した流れをつくり出し、気道内に侵入した異物を排除する役割がある。組織の30%を占める。
2. 杯細胞（Goblet cells）
分泌顆粒を有し、エキソサイトーシスによって、内腔に粘液を分泌して、気道内を適切な湿度に保つ役割を有する。気管・気管支においては組織の30%を占めるが、細気管支以降においては見られなくなる。
3. クララ細胞（Clara cells）
単なる粘液分泌だけでなく、肺サーファクタントや、塩素イオンの代謝をになっている。杯細胞にかわって、細気管支以降において出現する。
4. 基底細胞（Basal cells）
基底膜より発するが、管腔には達しない。組織の30%を占める。

### 粘膜固有層
弾性線維に富み、また、断続的に輪走する平滑筋束も見られる。この平滑筋束には、交感神経系のβ2受容体、副交感神経系のムスカリン受容体があり、β2受容体は筋弛緩、ムスカリン受容体は筋収縮作用を持つ。このため、気管支拡張薬として交感神経β2受容体作動薬が使用される。
気管・気管支レベルにおいては、気管支腺も散在する。気管支腺は、組織学的には漿粘液腺の構造を示し、感染やアレルギー反応において湿潤環境を創出する役割がある。

### 軟骨および気管筋
上述のように、気管においては、C字型の硝子軟骨である気管軟骨輪（Tracheal ring）が構造の維持を担っている。食道と接する後面では、平滑筋である気管筋の横走線維が両側の軟骨端につく。葉気管支より末梢においては、硝子軟骨の形状はC字型でなくなり、断片的な軟骨片となる。
細気管支より末梢においては軟骨片も消失するが、粘膜固有層の豊富な弾性線維によって、形状は維持される。